# Otto Hegner (Musiker)

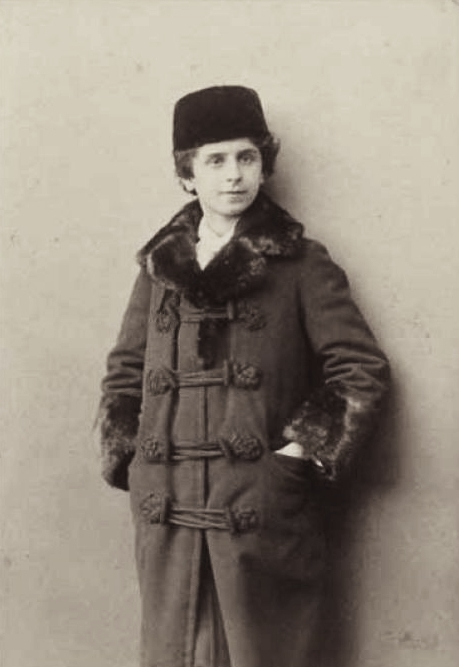
Otto Hegner, 1890.

Otto Hegner (* 18. November 1876 in Basel; † 22. Februar 1907 in Hamburg) war ein Schweizer Pianist, Komponist und Pädagoge.

## Werk
Otto Hegner war der Sohn eines Badener Musikers und der ältere Bruder der Geigerin Anna Hegner. Er war ein Klavierschüler von Franz Fricker (1883), Hans Huber (ab 1884) und Eugen d’Albert (1893). Auch von Alfred Glaus wurde er in Basel unterrichtet. Bereits im Kindesalter trat Hegner öffentlich als Pianist auf, beginnend 1885 mit einem Wohltätigkeitskonzert im Basler Stadttheater. Zwei Jahre später spielte er beim Basler Abonnementskonzert. 1888 trat er seine erste internationale Konzertreise an, die ihn nach Deutschland, Österreich, Dänemark, Frankreich, Grossbritannien und Amerika führte. 1889/1890 begab er sich auf eine 51 Konzerte umfassende Tournee nach Amerika. Ende des Jahres 1890 hatte er einen Auftritt im Gewandhaus in Leipzig. Ab 1893 trat er mehrfach zusammen mit seiner Schwester Anna Hegner auf.

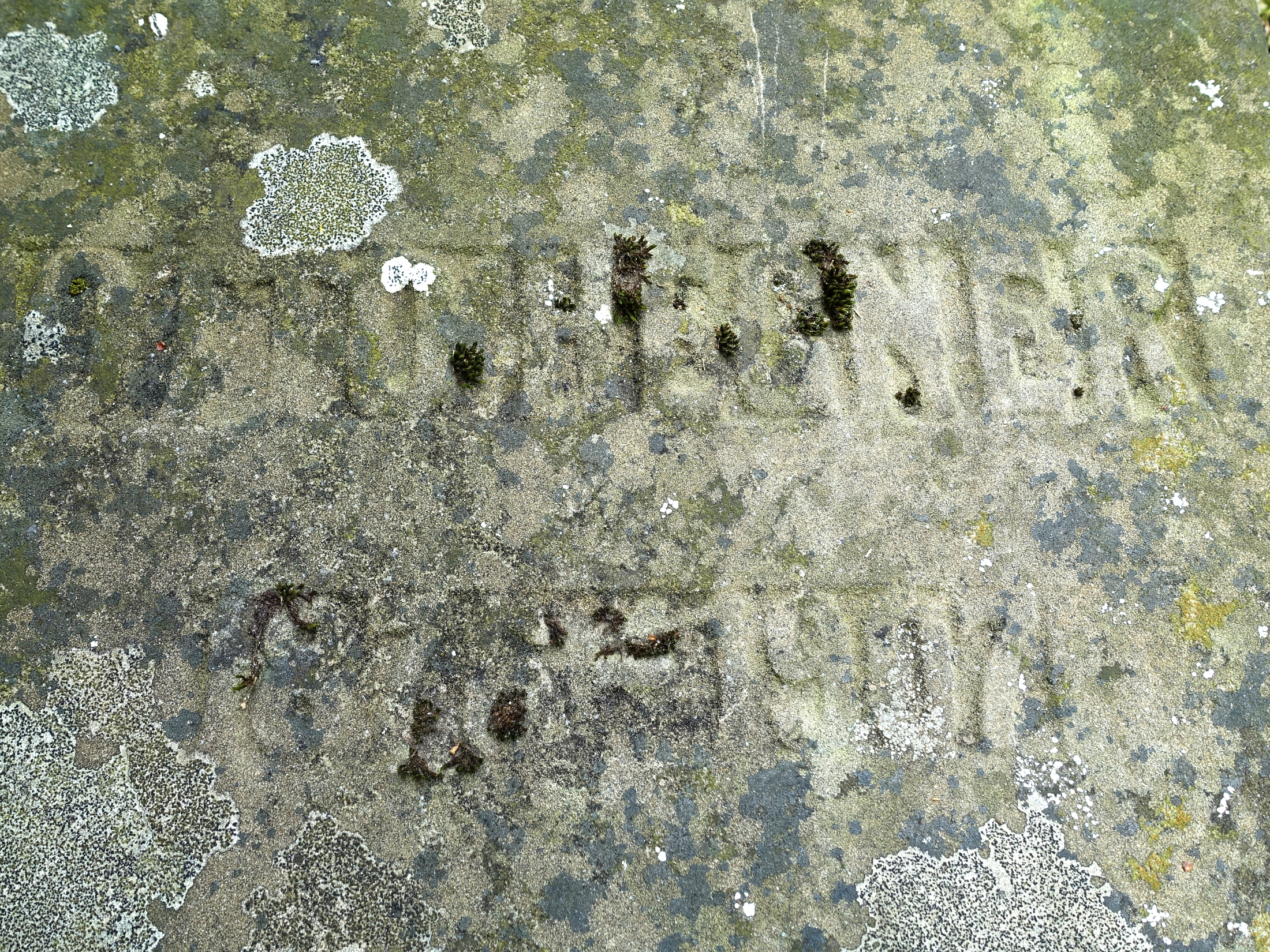
Grab, Friedhof Langenbruck

Auch mit dem Komponieren begann Hegner bereits als Kind. Von ihm erschienen unter anderem eine «Suite für Pianoforte» und ein «Marsch für Pianoforte» (Stanley Lucas, London 1890). Seine Messe für Soli, gemischten Chor und Orchester wurde 1893 vom Kirchengesangchor Gross-Basel in der Marienkirche in Basel aufgeführt. Als Komponist unterrichtete Hegner von 1898 bis 1904 am Stern’schen Konservatorium. 1905 wurde er Lehrer am Konservatorium in Hamburg.
1907 starb Hegner mit 30 Jahren in Hamburg. Seine letzte Ruhestätte fand er auf dem Friedhof von Langenbruck. Seine Witwe Marie, genannt Armande, heiratete 1912 den Komponisten Paul Juon.